# Oblężenie Pragi (1648)
Oblężenie Pragi, bitwa o Pragę – oblężenie czeskiej stolicy przez wojska szwedzkie w dniach 25 czerwca – 1 listopada 1648 pod koniec wojny trzydziestoletniej.
Walki w Pradze bronionej przez oddziały wierne cesarzowi Ferdynandowi III, prowadziły wojska szwedzkie dowodzone przez Hansa Christoffa von Königsmarcka, wzmacnianą sukcesywnie oddziałami generał-majora Arvida Wittenberga, a następnie przez formacje zbrojne księcia Karola Gustawa Wittelsbacha (przyszłego króla Szwecji). Przeciwstawili się im obrońcy miasta pod wodzą marszałka hr. Rudolfa Colloredo.
Po zdobyciu zamku na Hradczanach Szwedzi posuwali się dalej, mając na celu opanowanie Starego Miasta. Główne walki miały miejsce na Moście Karola. Napastnicy próbowali przedostać się na Stare Miasto z zachodniego brzegu Wełtawy, jednak uniemożliwił im to opór mieszkańców (mieszczan i Żydów) oraz Legionu Akademickiego (złożonego ze studentów i kleryków), którym kierował jezuita o. Jiří Plachý. 
Wobec niemożności opanowania dalszej części miasta, siły szwedzkie wycofały się na zamek na Hradczanach. Przed opuszczeniem Pragi żołnierze łupili domy i mienie. Ograbiony został także sam zamek, z którego zagrabiono liczne dzieła sztuki (w tym m.in. Srebrną i Diabelską Biblię), które później wywieziono do Szwecji.
Walki ustały w następstwie zawarcia pokoju westfalskiego, jednak oblężenie miasta znacznie przyśpieszyło jego zawarcie. Po otrzymaniu wiadomości o podpisaniu traktatu pokojowego 24 października, książę Karol Gustaw nakazał 1 listopada opuszczenie Pragi.